# João Villaret (programa)
João Villaret foi um dos mais famosos programas de televisão em Portugal, que contava com autoria e apresentação de João Villaret e com a participação do irmão deste, Carlos Villaret, que acompanhava João Villaret ao piano.

## Sinopse
Uma conversa, um diálogo, confissões, poesia declamada como poucos conseguiram, biografias de grandes escritores, homenagens a artistas lusos, música e até mesmo cultura popular... Tudo fazia parte deste programa que tornava mágico o tempo em que o televisor estava ligado. Ao piano estava o irmão, Carlos Villaret, e quantos não se recordarão dos acordes ritmados e repetitivos a acompanharem Villaret, o João, a declamar "Tocam os sinos na torre da igreja...". Para os que já não se recordam ou nunca viram, basta ver os vídeos que aqui temos para si.

### Programas
- No site da RTP
- No site da RTP
- No site da RTP
- No site da RTP
- No site da RTP
- No site da RTP
- No site da RTP
- No site da RTP
- No site da RTP
- No site da RTP
- No site da RTP
- No site da RTP
- No site da RTP
- No site da RTP
- No site da RTP
- No site da RTP
- No site da RTP